# Omelette (The Bear)
"Omelette" es el noveno episodio de la segunda temporada de la comedia dramática televisiva estadounidense The Bear. Es el episodio número 17 de la serie y fue escrito por la productora ejecutiva Joanna Calo y el creador de la serie Christopher Storer, y dirigido por Storer. Fue lanzado en Hulu el 22 de junio de 2023, junto con el resto de la temporada.
La serie sigue a Carmen "Carmy" Berzatto, un galardonado chef de cocina de la ciudad de Nueva York, que regresa a su ciudad natal de Chicago para dirigir la fallida tienda de sándwiches de carne italiana de su difunto hermano Michael. En este  episodio, el personal se prepara para la inauguración de The Bear, mientras Cicero le da algunos consejos a Carmy sobre sus prioridades. 
El episodio recibió elogios de la crítica, que elogió la naturaleza tranquila del episodio, el desarrollo de los personajes y el ritmo. 

## Trama
The Bear está preparado para su apertura suave, sólo para familiares y amigos. Mientras Carmy (Jeremy Allen White) espera que Claire (Molly Gordon) aparezca, Sydney (Ayo Edebiri) espera impresionar a Emmanuel (Robert Townsend) y demostrar que eligió la carrera adecuada para sí misma.
Natalie (Abby Elliott) sorprende a Carmy al revelar que invitó a su madre a la inauguración, y Carmy apoya la decisión a regañadientes. Richie (Ebon Moss-Bachrach) consigue que Fak (Matty Matheson) y Gary (Corey Hendrix) trabajen como meseros en el restaurante para ayudarlo, y también habla con Natalie sobre tener que aumentar las reservas a pesar de tener dos semanas completamente reservadas para poder llegar a rentabilidad. Mientras el personal se prepara para las etapas finales, Cicero (Oliver Platt) hace una visita para hablar con Carmy. Le proporciona su licencia comercial, pero le advierte que no debe priorizar los mejores intereses del restaurante. Lo compara con el incidente de Steve Bartman, y cree que un solo error podría conducir a otros acontecimientos desastrosos. Como tal, Carmy elige ignorar la llamada telefónica de Claire antes de la apertura, por lo que deja un mensaje de voz. 
Mientras Carmy y Sydney intentan acomodar una mesa, Carmy se disculpa por su comportamiento y promete cooperar más con ella en sus planes. También la sorprende regalándole una bata de chef personalizada. A solo unos minutos de distancia, Carmy se olvidó de reemplazar la manija del refrigerador, pero está concentrado en tener todo listo. Con Carmy, Richie y Natalie en la recepción, Sydney proclama "déjalo rasgar" y Richie abre la puerta a los clientes.

## Producción

### Desarrollo
En mayo de 2023, Hulu confirmó que el noveno episodio de la temporada se titularía "Omelette" y sería escrito por la productora ejecutiva Joanna Calo y el creador de la serie Christopher Storer, y dirigido por Storer.  Fue el quinto crédito de escritura de Calo, el séptimo crédito de escritura de Storer y el undécimo crédito de dirección de Storer. 

### Música
El episodio fue musicalizado con las canciones "The Day the World Went Away" de Nine Inch Nails, "Strange Currencies" de REM, "New Noise" de Refused, "Come Back" de Pearl Jam y "If You Want Blood (You've Got It)" de AC/DC.

## Lanzamiento
El episodio, junto con el resto de la temporada, se estrenó el 22 de junio de 2023.

## Reseñas críticas
"Omelette" recibió elogios de la crítica. Marah Eakin de Vulture le dio al episodio una calificación perfecta de 5 estrellas sobre 5 y escribió: "The Bear siempre se ha centrado en el desarrollo personal y en limpiar todo el desorden que quedó de años de negligencia, ya sean campanas de horno grasientas o traumas infantiles. Quizás el futuro de The Bear reside sólo en profundizar más en esa idea, sino también en descubrir cómo utilizar esos viejos ladrillos para construir algo nuevo, ya sea una edad adulta funcional, una carrera próspera o una relación exitosa".
AJ Daulerio de Decider escribió: "Supongo que Nat decidió que Richie era la mejor opción para capitanear el frente de la casa. Me encanta la transformación, pero este tipo estaba robando electricidad hace un mes. Deberían dejarlo transportar mesas por algunas noches primero".  Arnav Srivastava de The Review Geek le dio al episodio una calificación de 4 estrellas sobre 5 y escribió: "El último paso hacia el final tuvo que ver con los pequeños detalles. Este episodio realmente les dio a los espectadores la oportunidad de criticar a los personajes y sus decisiones, como lo que puede haber detrás de las inclinaciones de Carmen".  Karl R De Mesa de Show Snob escribió: "Carmy le trae un regalo. Es una nueva chaqueta blanca cruzada de chef con sus iniciales escritas. El resto del episodio es un hermoso corte a corte del caos de preparación y la voluntad que hay detrás de cada cocina cinco minutos antes de la apertura. Qué aperitivo para el final de temporada". 
Rafa Boladeras de MovieWeb nombró el episodio como el sexto mejor de la temporada, escribiendo: "el momento más importante de todo el episodio es la conversación entre Carmy y Sydney debajo de la mesa, sobre cómo son un equipo y no querrían hacer esto sin el otro. Esta charla es tan emocionalmente abierta y sincera como parece, o al menos para dos personas que no son pareja, solo amigos y compañeros de trabajo. Además, una tortilla en la televisión nunca se vio tan deliciosa. como el que Sydney cocina para Natalie".  Jasmine Blu de TV Fanatic nombró el episodio como el sexto mejor de la temporada y escribió: "El penúltimo episodio de la temporada preparó perfectamente las cosas para el intenso final, ya que sutilmente puso de relieve algunos aspectos clave de lo que surgiría. Carmy perdió la llamada del chico del refrigerador y se distrajo habitualmente, por ejemplo". 